# Babcock & Brown
Babcock & Brown (B&B) ist eine ehemalige börsennotierte australische Investmentgesellschaft, die infolge der internationalen Finanzkrise ab 2009 liquidiert wurde.

## Geschichte
Babcock & Brown wurde 1977 durch James Babcock und George Brown in San Francisco gegründet. James Babcock ist weiterhin Geschäftsführer der Firma. Er verlegte den Sitz nach Sydney, Australien. 
Zunächst war B&B nur als Finanzberater bei größeren Leasinggeschäften tätig. Mit dem Einstieg der Bayerischen Hypo- und Vereinsbank AG (Hypovereinsbank) erweiterte sich die Geschäftstätigkeit auf direkte Investitionen mit eigenem und geliehenem Kapital. Die Hypovereinsbank übernahm im ersten Halbjahr 2000 für 120 Millionen US-Dollar einen zwanzigprozentigen Anteil an B&B. Diesen Anteil reduzierte die Bank 2006 um 55 Millionen USD. Dieter Rampl von der Hypovereinsbank und deren Muttergesellschaft Unicredit war als „non-executive director“ Mitglied des „Board of Directors“ von B&B.
2009 geriet das Unternehmen infolge der Finanzkrise in finanzielle Schwierigkeiten und beschloss im August 2009 die freiwillige Liquidation. Die Verwaltungsgesellschaften der von Babcock & Brown verwalteten Fonds wurden teils von deren Management übernommen und laufen seitdem unter neuen Namen (zum Beispiel Arcus Infrastructure Partners, BBAM und International Public Partnerships).

## Aktivitäten

### Immobilien
Im August 2007 erwarb B&B Deutschland GmbH 4'300 Wohnungen mit einer Gesamtwohnfläche von 260'000 m², 150 Gewerbeeinheiten mit insgesamt 16'700 m² Nutzfläche und in einer zweiten Transaktion von der Bayerischen Bau und Immobilien Gruppe (BBIG) Immobilien in München und Frankfurt am Main mit insgesamt rund 160.000 m² Nutzfläche erworben. Zu dem Paket gehören die Liegenschaften „Weißer Riese“, „Kustermannpark“ und „Pagodum“ in München sowie das „Arabella Center“ in Frankfurt am Main. Das Gesamtvolumen der Transaktion lag zwischen 350 und 400 Mio. Euro.

### Transportwesen
B&B besaß mit der fünftgrößten britischen Bank HBOS zusammen die Leasinggesellschaft für Schienenfahrzeuge CB Rail und bildet zusammen mit der Leasinggesellschaft Angel Trains und den Herstellern Bombardier Transportation und Siemens Transportation Systems das Konsortium Express Rail Alliance, eine der drei Bieter für das Intercity Express Programme des britischen Verkehrsministeriums für Züge, das den High Speed Train ab 2014 ablösen sollten. B&B war auch Hauptaktionär des schweizerischen Eisenbahnverkehrsunternehmens Crossrail AG.

### PPP
Außerdem war B&B u. a. über die ebenfalls börsennotierte Babcock & Brown Public Partnerships (BBPP) (seit Juni 2009 umbenannt in International Public Partnerships (INPP)) an sogenannten Public-Private Partnerships (PPP), also an öffentlichen Aufgaben, beteiligt.